# Курилов, Олег Геннадьевич
Олег Геннадьевич Курилов, (род. 8 августа 1967, Оренбург)- Российский политик; экс-глава города Норильска (с 20 марта 2012 г. по 21 сентября 2017 г.).

## Биография
Родился в Оренбурге.
С 1985 по 1987 год проходил службу в Вооружённых Силах.
В 1988 году начал трудовую деятельность в Норильске обжигальщиком обжигового цеха Никелевого завода Норильского горно-металлургического комбината им. А. П. Завенягина. За 17 лет прошел ступени профессионального роста от рабочего до руководителя.
В 1999 году окончил Московскую государственную юридическую академию по специальности «Юриспруденция».
С 2005 года — начальник Управления региональных проектов ЗФ ОАО "ГМК «Норильский никель».
С 2008 года — заместитель директора ЗФ ОАО "ГМК «Норильский никель» по персоналу и социальной политике.
В марте 2012 года избран депутатом Норильского городского Совета депутатов по единому избирательному округу.
20 марта 2012 года на первой сессии НГСД IV созыва большинством голосов избран Главой города Норильска.
21 сентября 2017 года завершил полномочия главы города и председателя городского совета в связи истечением полномочий и переехал в Санкт-Петербург.